# HAT-P-16
HAT-P-16 är en ensam stjärna belägen i den mellersta delen av stjärnbilden Andromeda. Den har en skenbar magnitud av ca 10,91 och kräver ett teleskop för att kunna observeras. Baserat på parallax enligt Gaia Data Release 3 på ca 4,496 mas beräknas den befinna sig på ett avstånd av ca 725 ljusår (ca 222 parsec) från solen. Den rör sig närmare solen med en heliocentrisk radialhastighet av ca -16 km/s. En undersökning 2015 misslyckades med att hitta några följeslagare till stjärnan.

## Egenskaper
HAT-P-16 är en gul till vit stjärna i huvudserien av spektralklass F8, som har en koncentration av tunga grundämnen som är något högre än solens förekomst, och låg stjärnfläcksaktivitet. Den har en massa av ca 1,2 solmassa, en radie av ca 1,2 solradie och utsänder energi från dess fotosfär motsvarande ca 2,0 gånger solen vid en effektiv temperatur av ca 6 100 K. En spektralanalysen 2014 har upptäckt att HAT-P-16 har ett molärt förhållande kol till syre på 0,58 ± 0,08, nära solens värde på 0,55.

## Planetsystem
År 2010 upptäcktes en exoplanet i form av en het superjupiter i omlopp, HAT-P-16b. Analys av variationer i transittidpunkten år 2016 kunde inte bekräfta ytterligare planeter i systemet.
År 2011 utfördes en observation med hjälp av en Rossiter-McLaughlin-effekt, som visade sig HAT-P-16b:s bana troligen var i linje med stjärnans ekvatorialplan, med en marginalvinkel av 10 ± 16°.
Jämviktstemperaturen för planeten HAT-P-16b befanns år 2013 vara 1567 ± 22 K. Multibandsfotometri har inte funnit någon Rayleigh-spridning i HAT-P-16b-atmosfären, vilket kan tyda på förekomst av dis eller tätt molntäcke.

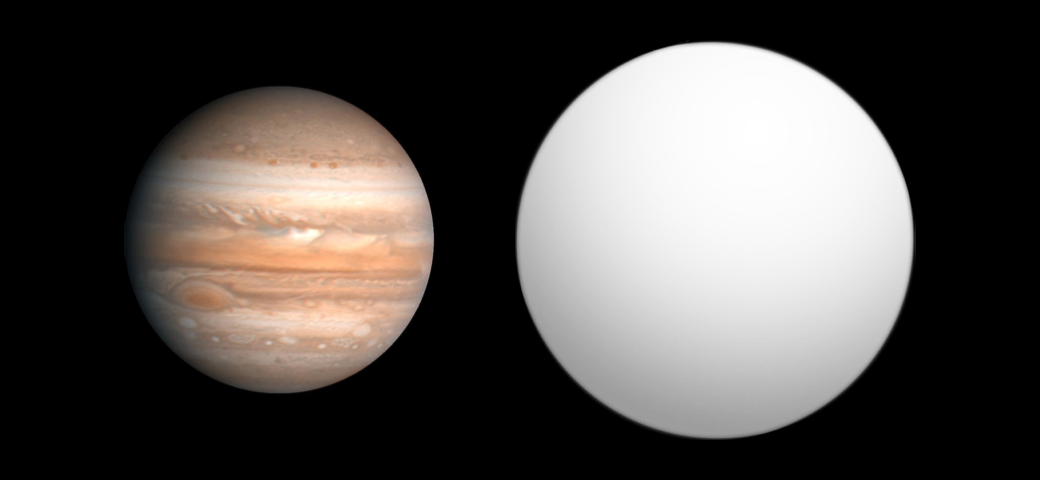
Storleksjämförelse av HAT-P-16 b och Jupiter

| Planet | Massa            | Halv storaxel (AE) | Siderisk omloppstid (d) | Excentricitet   | Inklination | Radie            |
| ------ | ---------------- | ------------------ | ----------------------- | --------------- | ----------- | ---------------- |
| b      | 4,221 ± 0,092 MJ | 0,04134 ± 0,00044  | 2,7759704 ± 0,0000007   | 0,0462 ± 0,0024 | 86,6 ± 0,7° | 1,190 ± 0,037 RJ |